# ادغام ستارگان نوترونی

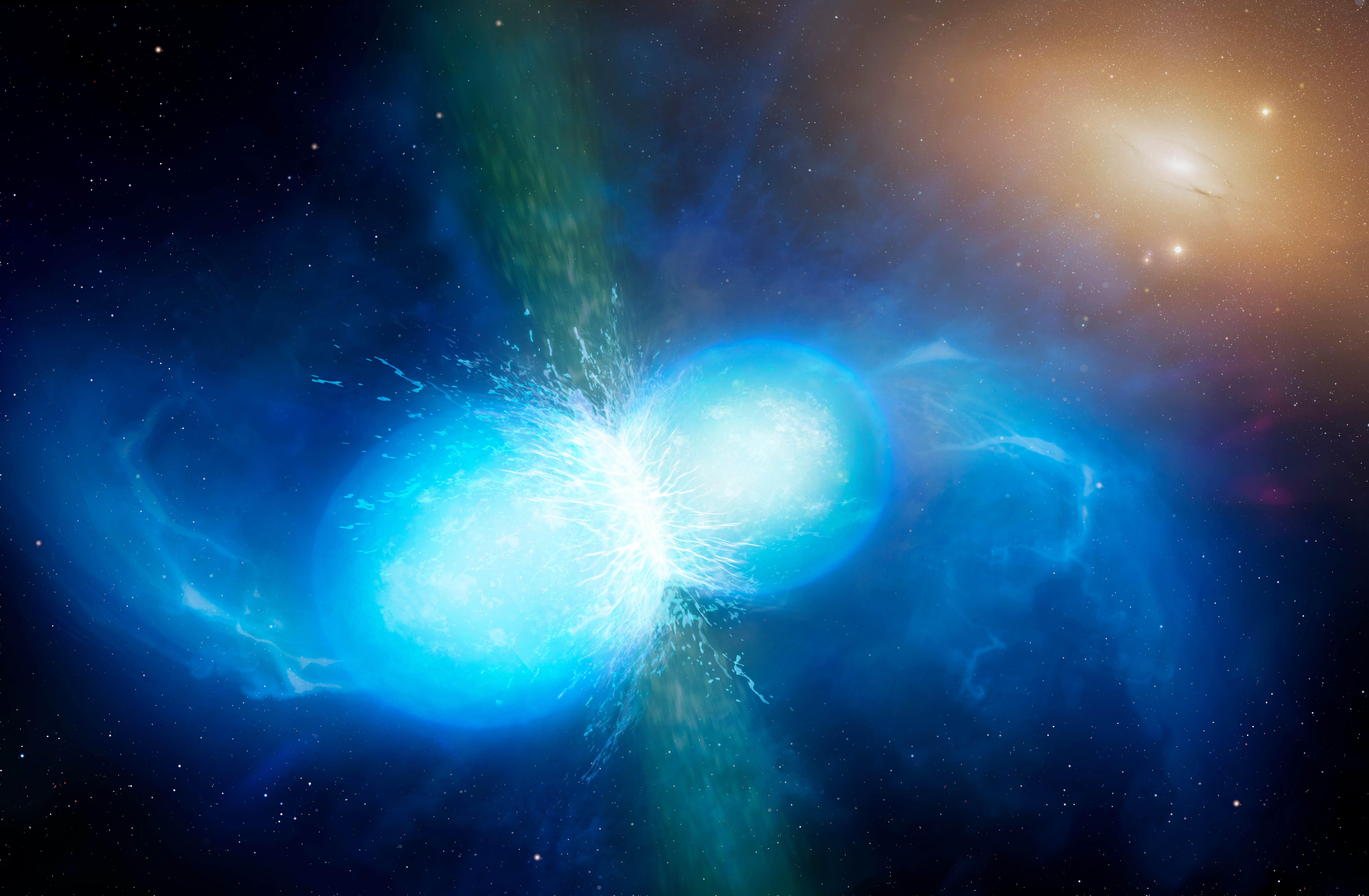
برداشت هنری از ادغام ستارگان نوترونی، که امواج گرانشی تولید می‌کند و به یک کیلونوا منجر می‌شود

ادغام ستارگان نوترونی (انگلیسی: Neutron star merger) برخورد ستاره‌ای دو ستاره نوترونی است. هنگامی که دو ستاره نوترونی در مداری مشترک قرار می‌گیرند، به تدریج بر اثر از دست دادن انرژی ناشی از انتشار موج گرانشی دچار فرسایش مداری می‌شوند. وقتی که سرانجام به هم می‌رسند، این ادغام می‌تواند منجر به تشکیل یک ستاره نوترونی پرجرم‌تر یا، در صورتی که جرم باقی‌مانده از حد تولمن–اوپنهایمر–ولکوف فراتر رود، یک سیاه‌چاله شود. این ادغام می‌تواند در مدت یک یا دو میلی‌ثانیه یک میدان مغناطیسی ایجاد کند که تریلیون‌ها برابر قوی‌تر از میدان مغناطیسی زمین است. این رویداد فوری انفجار پرتو گاما تولید می‌کند که در صدها میلیون یا حتی میلیاردها سال نوری قابل مشاهده است.
ادغام ستارگان نوترونی به‌طور موقت محیطی ایجاد می‌کند که دارای چنان شار نوترونی شدیدی است که فرایند تند گیراندازی نوترون می‌تواند رخ دهد. این واکنش توضیح‌دهنده هسته‌زایی تقریباً نیمی از ایزوتوپ‌های عناصر سنگین‌تر از آهن است.
این ادغام‌ها همچنین گران‌نواختر تولید می‌کنند، که منابع گذرای تابش الکترومغناطیسی در امواج طولانی‌تر هستند و به دلیل واپاشی پرتوزای هسته‌های سنگین تولید شده توسط فرایند r در طی فرایند ادغام و پراکندگی آن‌ها به وجود می‌آیند. گران‌نواخترها از سال ۱۹۹۹ به‌عنوان یک مکانیزم احتمالی فرایند r مطرح بودند، اما این مکانیزم پس از مشاهده رویداد چندپیام‌رسانی جی‌دبلیو ۱۷۰۸۱۷ در سال ۲۰۱۷ به‌طور گسترده‌ای پذیرفته شد.

## همجوشی‌های مشاهده‌شده
در ۱۷ اوت ۲۰۱۷، رصدخانه موج گرانشی با تداخل‌سنج لیزری و تداخل‌سنج ویرگو، جی‌دبلیو ۱۷۰۸۱۷ را مشاهده کردند؛ موج گرانشی مرتبط با همجوشی دو ستاره نوترونی در NGC 4993، یک کهکشان بیضوی در صورت فلکی مار باریک که حدود ۱۴۰ میلیون سال نوری با زمین فاصله دارد.
همزمان با این رویداد، انفجار پرتو گامای کوتاهی به نام جی‌دبلیو ۱۷۰۸۱۷ (حدود ۲ ثانیه) ۱٫۷ ثانیه پس از سیگنال موج گرانشی و رویداد قابل مشاهده‌ای در نور مرئی ۱۱ ساعت بعد رصد شدند.
همزمانی GW170817 با GRB 170817A در مکان و زمان نشان می‌دهد که همجوشی ستارگان نوترونی می‌تواند باعث ایجاد انفجارهای پرتو گامای کوتاه شود. علاوه بر این، کشف ویژگی‌های گران‌نواختر در این رویداد نشان‌دهنده نقش این همجوشی‌ها در شکل‌گیری چنین پدیده‌هایی است.
در سال‌های بعد، مشاهده‌های متعدد دیگری از همجوشی‌های ستاره نوترونی به تأیید این یافته‌ها کمک کرد. به عنوان نمونه، در ۲۰۱۸ شباهت‌های رویداد جی‌آربی 150101B با GW170817 حاکی از ارتباط این پدیده‌ها با همجوشی ستارگان نوترونی است.
این مشاهدات همچنین راه جدیدی برای تعیین قانون هابل و نرخ انبساط جهان ارائه کردند.
در سال ۲۰۲۳، مشاهدات جی‌آربی ۲۳۰۳۰۷ای نشان‌دهنده تولید عناصر سنگین مانند تلوریم و لانتانیدها در چنین رویدادهایی بود که این یافته را بیشتر تأیید می‌کند.